# Jules Lekeu
Paul Antoine Henri Jules Lekeu  (Dison, 15 juni 1862 – Brussel, 12 maart 1933) was een Belgisch journalist en senator.

## Levensloop
Lekeu werkte als redacteur van de socialistische partijkrant Le Peuple (in 1895). Hij was ook stichter en redacteur van L'Avenir de Schaerbeek, een lokaal socialistisch blad. 
Hij was socialistisch gemeenteraadslid in Schaarbeek van 1895 tot 1907.
Hij was beheerder van het Intercommunale Waterbedrijf vanaf 1899 en was er later afgevaardigd bestuurder en voorzitter.
In 1911 werd hij socialistisch provinciaal senator voor de provincie Henegouwen en vervulde dit mandaat tot aan zijn dood.

## Publicaties
- Le 'Conscrit' aux Assises. Le procès de Louis de Brouckère et Jules Lekeu, Brussel, 1896.
- L'histoire d'une favorite. Le scandale Vaughan et consorts à la résidence royale, Brussel, 1906.
- A travers le Centre. Croquis et moeurs. Enquête ouvrière et industrielle, Brussel, 1907.
- Le roi et la favorite, Brussel, 1908.
- Rapport du Bureau du Conseil général sur l'activité du Parti ouvrier pendant la guerre 1914-1918, Brussel, 1918.